# Poblat ibèric del Puig de Can Cendra
El Poblat ibèric del Puig de Can Cendra és un jaciment arqueològic prop del poble d'Estanyol, al municipi de Bescanó (Gironès). Hi ha restes de murs ibèrics i de ceràmica campaniana, del bronze final. També hi ha una vila romana i joies hel·lenístiques (s. I a.C). Aquest jaciment arqueològic va estar habitat des del 450 aC fins al 200 aC.
Amb relació a aquest jaciment, hi ha una llegenda que diu que al S. XVIII s'hi va trobar, a prop, un petit tresor consistent en quatre joies.
Trenta-sis anys després de la darrera excavació als anys vuitanta del S. XX, el 2021 s'hi ha fet una nova excavació que ha permès confirmar el potencial arqueològic del jaciment. A més, també s’ha pogut corroborar que es tracta d’una zona amb «murs de pedra lligada amb fang i alçats de tovot», és a dir, fang assecat al sol. Està previst que se n'estudiïn les troballes de ceràmica ibèrica i importada de la Mediterrània, que permetran conèixer la seva cronologia exacta.